# Flughafen Gwalior

i8
i11
i13
Der ca. 188 m hoch gelegene Flughafen Gwalior (englisch Gwalior Airport, auch Rajmata Vijayaraje Scindhia Terminal Gwalior, IATA-Code: GWL, ICAO-Code: VIGR) ist ein militärisch und zivil genutzter Flughafen ca. 11 km (Fahrtstrecke) nordöstlich der Millionenstadt Gwalior im mittelindischen Bundesstaat Madhya Pradesh.

## Geschichte
Bis zum Ende der 1960er Jahre wurde der Flughafen ausschließlich zivil genutzt. Heute nimmt der militärisch genutzte Teil etwa die Hälfte der verfügbaren Fläche ein.

## Verbindungen
Die nationalen Verbindungen bedienen die Städte Delhi, Mumbai, Kolkata und Bangalore sowie die Destinationen Ahmedabad, Hyderabad, Pune, Indore, Jammu und Jaipur.

## Sonstiges
- Betreiber des Flughafens sind die Indian Air Force und die Airports Authority of India.
- Es gibt zwei Start- und Landebahnen mit jeweils ca. 2743 m Länge.